# Seven de Londres 2008
El Seven de Londres de 2008 fue la octava edición del torneo inglés de rugby 7, fue el séptimo torneo de la temporada 2007-08 de la Serie Mundial Masculina de Rugby 7.
Se disputó en la instalaciones del Twickenham Stadium de Londres.

## Fase de grupos

### Grupo A
| Equipo        | Encuentros | Encuentros | Encuentros | Encuentros | Tantos  | Tantos    | Tantos     | Puntos |
| Equipo        | jugados    | ganados    | empatados  | perdidos   | a favor | en contra | diferencia | Puntos |
| ------------- | ---------- | ---------- | ---------- | ---------- | ------- | --------- | ---------- | ------ |
| Nueva Zelanda | 3          | 3          | 0          | 0          | 72      | 21        | +51        | 9      |
| Argentina     | 3          | 1          | 1          | 1          | 71      | 38        | +33        | 6      |
| Gales         | 3          | 1          | 1          | 1          | 73      | 52        | +21        | 6      |
| Moldavia      | 3          | 0          | 0          | 3          | 28      | 133       | -105       | 3      |

Nota: Se otorgan 3 puntos al equipo que gane un partido, 2 al que empate y 1 al que pierda

### Grupo B
| Equipo     | Encuentros | Encuentros | Encuentros | Encuentros | Tantos  | Tantos    | Tantos     | Puntos |
| Equipo     | jugados    | ganados    | empatados  | perdidos   | a favor | en contra | diferencia | Puntos |
| ---------- | ---------- | ---------- | ---------- | ---------- | ------- | --------- | ---------- | ------ |
| Sudáfrica  | 3          | 3          | 0          | 0          | 104     | 12        | +92        | 9      |
| Inglaterra | 3          | 2          | 0          | 1          | 69      | 34        | +35        | 7      |
| Francia    | 3          | 1          | 0          | 2          | 36      | 78        | -42        | 5      |
| España     | 3          | 0          | 0          | 3          | 17      | 102       | -85        | 3      |

### Grupo C
| Equipo    | Encuentros | Encuentros | Encuentros | Encuentros | Tantos  | Tantos    | Tantos     | Puntos |
| Equipo    | jugados    | ganados    | empatados  | perdidos   | a favor | en contra | diferencia | Puntos |
| --------- | ---------- | ---------- | ---------- | ---------- | ------- | --------- | ---------- | ------ |
| Fiyi      | 3          | 3          | 0          | 0          | 80      | 15        | +65        | 9      |
| Portugal  | 3          | 2          | 0          | 1          | 45      | 65        | -20        | 7      |
| Australia | 3          | 1          | 0          | 2          | 50      | 45        | +5         | 5      |
| Canadá    | 3          | 0          | 0          | 3          | 24      | 74        | -50        | 3      |

### Grupo D
| Equipo  | Encuentros | Encuentros | Encuentros | Encuentros | Tantos  | Tantos    | Tantos     | Puntos |
| Equipo  | jugados    | ganados    | empatados  | perdidos   | a favor | en contra | diferencia | Puntos |
| ------- | ---------- | ---------- | ---------- | ---------- | ------- | --------- | ---------- | ------ |
| Samoa   | 3          | 3          | 0          | 0          | 92      | 32        | +60        | 9      |
| Escocia | 3          | 2          | 0          | 1          | 60      | 43        | +17        | 7      |
| Rusia   | 3          | 1          | 0          | 2          | 34      | 71        | -37        | 5      |
| Kenia   | 3          | 0          | 0          | 3          | 22      | 62        | -40        | 3      |

## Fase Final

### Cuartos de final
| 25 de mayo | Nueva Zelanda | 12 - 17 | Inglaterra |  |  |

| 25 de mayo | Samoa | 17 - 7 | Portugal |  |  |

| 25 de mayo | Fiyi | 19 - 17 | Escocia |  |  |

| 25 de mayo | Sudáfrica | 0 - 12 | Argentina |  |  |

### Semifinal
| 25 de mayo | Inglaterra | 12 - 14 | Samoa |  |  |

| 25 de mayo | Fiyi | 21 - 17 | Argentina |  |  |

### Final
| 25 de mayo | Samoa | 19 - 14 | Fiyi |  |  |

| Bandera de Samoa       |
| Campeón Samoa          |
| 1º título del circuito |